# Castilleja chrysantha
Castilleja chrysantha är en snyltrotsväxtart som beskrevs av Greenman. Castilleja chrysantha ingår i släktet målarborstar, och familjen snyltrotsväxter. Inga underarter finns listade i Catalogue of Life.